# Olympische Sommerspiele 2008/Teilnehmer (Iran)
| Gelbes Symbol für Goldmedaillen mit stilisierten Olympischen Ringen | Graues Symbol für Silbermedaillen mit stilisierten Olympischen Ringen | Braundes Symbol für Bronzemedaillen mit stilisierten Olympischen Ringen |
| ------------------------------------------------------------------- | --------------------------------------------------------------------- | ----------------------------------------------------------------------- |
| 1                                                                   | —                                                                     | 1                                                                       |

Iran nahm an den Olympischen Sommerspielen 2008 in der chinesischen Hauptstadt Peking mit 55 Athleten, drei Frauen und 52 Männern, teil.

## Medaillen

### Gold
- Hadi Saei – Taekwondo, 80 kg

### Bronze
- Morad Mohammadi – Ringen, 60 kg

## Ergebnisse nach Sportarten

### Badminton
| Athlet        | Disziplin     | Runde von 64                            | Runde von 32  | Runde von 16  | Viertelfinale | Halbfinale    | Finale        | Finale        |
| Athlet        | Disziplin     | Gegner Punkte                           | Gegner Punkte | Gegner Punkte | Gegner Punkte | Gegner Punkte | Gegner Punkte | Rang          |
| ------------- | ------------- | --------------------------------------- | ------------- | ------------- | ------------- | ------------- | ------------- | ------------- |
| Kaveh Mehrabi | Männer/Einzel | Hsieh Yu-Hsin (TPE) 0:2 (16:21 - 12:21) | ausgeschieden | ausgeschieden | ausgeschieden | ausgeschieden | ausgeschieden | ausgeschieden |

### Basketball

#### Team
| - Ali Doraghi - Amir Amini - Javad Davari - Mehdi Kamrani | - Saeid Davarpanah - Iman Zandi - Hamed Afagh - Hamed Sohrabnejad | - Oshin Sahakian - Mousa Nabipour - Samad Nikkhah Bahrami - Hamed Haddadi | - Rajko Toroman (Cheftrainer) |

#### Vorrundengruppe A (Männer)
| Spiel | Begegnung            | Q1    | Q2    | Q3    | Q4    | Ergebnis | Rang | Bester Iraner                   |
| ----- | -------------------- | ----- | ----- | ----- | ----- | -------- | ---- | ------------------------------- |
| 1.    | Russland vs. Iran    | 24:5  | 14:17 | 8:16  | 25:11 | 71:49    | 6.   | Samad Nikkhah Bahrami (16 Pkt.) |
| 2.    | Iran vs. Litauen     | 20:15 | 14:21 | 19:28 | 14:25 | 67:99    | 6.   | Hamed Hadadi (21 Pkt.)          |
| 3.    | Australien vs. Iran  | 28:15 | 25:14 | 22:19 | 31:20 | 106:68   | 6.   | Samad Nikkhah Bahrami (23 Pkt.) |
| 4.    | Iran vs. Argentinien | 14:19 | 19:23 | 24:30 | 25:25 | 82:97    | 6.   | Hamed Hadadi (21 Pkt.)          |
| 5.    | Iran vs. Kroatien    | 8:19  | 8:35  | 23:16 | 18:21 | 57:91    | 6.   | Samad Nikkhah Bahrami (25 Pkt.) |

### Bogenschießen

#### Männer
| Athlet            | Disziplin | Vorrunde | Vorrunde | Runde von 64               | Runde von 32  | Runde von 16  | Viertelfinale | Halbfinale    | Finale        | Finale        |
| Athlet            | Disziplin | Punkte   | Rang     | Gegner Punkte              | Gegner Punkte | Gegner Punkte | Gegner Punkte | Gegner Punkte | Gegner Punkte | Rang          |
| ----------------- | --------- | -------- | -------- | -------------------------- | ------------- | ------------- | ------------- | ------------- | ------------- | ------------- |
| Hojjatollah Vaezi | Einzel    | 604      | 63.      | Mangal Singh Champia (IND) | ausgeschieden | ausgeschieden | ausgeschieden | ausgeschieden | ausgeschieden | ausgeschieden |

#### Frauen
| Athlet       | Disziplin | Vorrunde | Vorrunde | Runde von 64      | Runde von 32  | Runde von 16  | Viertelfinale | Halbfinale    | Finale        | Finale        |
| Athlet       | Disziplin | Punkte   | Rang     | Gegner Punkte     | Gegner Punkte | Gegner Punkte | Gegner Punkte | Gegner Punkte | Gegner Punkte | Rang          |
| ------------ | --------- | -------- | -------- | ----------------- | ------------- | ------------- | ------------- | ------------- | ------------- | ------------- |
| Najmeh Abtin | Einzel    | 568      | 60.      | Kwon Un Sil (PRK) | ausgeschieden | ausgeschieden | ausgeschieden | ausgeschieden | ausgeschieden | ausgeschieden |

### Boxen
| Athlet            | Disziplin                       | Runde von 32                     | Runde von 16               | Viertelfinale         | Halbfinale      | Kampf um Bronze | Finale          |
| Athlet            | Disziplin                       | Gegner Ergebnis                  | Gegner Ergebnis            | Gegner Ergebnis       | Gegner Ergebnis | Gegner Ergebnis | Gegner Ergebnis |
| ----------------- | ------------------------------- | -------------------------------- | -------------------------- | --------------------- | --------------- | --------------- | --------------- |
| Morteza Sepahvand | Halbweltergewicht (Männer)      | Hamza Hassini (TUN) 16:4         | Ionuț Gheorghe (ROM) 8:4   | Félix Díaz (DOM) 6:11 | ausgeschieden   | ausgeschieden   | ausgeschieden   |
| Mehdi Ghorbani    | Leichtes Schwergewicht (Männer) | Carlos Negrón (Puerto Rico) 4:13 | ausgeschieden              | ausgeschieden         | ausgeschieden   | ausgeschieden   | ausgeschieden   |
| Ali Mazaheri      | Schwergewicht (Männer)          |                                  | Rakhim Chakhkeiv (RUS) 3:7 | ausgeschieden         | ausgeschieden   | ausgeschieden   | ausgeschieden   |

### Gewichtheben
| Athlet           | Disziplin        | Reißen   | Reißen | Stoßen   | Stoßen | Endergebnis | Rang |
| Athlet           | Disziplin        | Ergebnis | Rang   | Ergebnis | Rang   | Endergebnis | Rang |
| ---------------- | ---------------- | -------- | ------ | -------- | ------ | ----------- | ---- |
| Asghar Ebrahimi  | 094 kg (Männer)  | 180 kg   | 3.     | 212 kg   | 7.     | 392 kg      | 7.   |
| Mohsen Biranvand | 0105 kg (Männer) | 180 kg   | 10.    | 210 kg   | 13.    | 390 kg      | 11.  |
| Rashid Sharifi   | +105 kg (Männer) | 196 kg   | 6.     | 230 kg   | 7.     | 426 kg      | 6.   |

### Judo
| Athlet                  | Disziplin        | Vorrunde                               | Runde von 32                       | Runde von 16                     | 1/4-Finale                             | 1/2-Finale                     | Hoffnungslauf                     | Hoffnungslauf 1/2-Finale         | Hoffnungslauf Finale            | Kampf um Bronze               | Finale          |
| Athlet                  | Disziplin        | Gegner Ergebnis                        | Gegner Ergebnis                    | Gegner Ergebnis                  | Gegner Ergebnis                        | Gegner Ergebnis                | Gegner Ergebnis                   | Gegner Ergebnis                  | Gegner Ergebnis                 | Gegner Ergebnis               | Gegner Ergebnis |
| ----------------------- | ---------------- | -------------------------------------- | ---------------------------------- | -------------------------------- | -------------------------------------- | ------------------------------ | --------------------------------- | -------------------------------- | ------------------------------- | ----------------------------- | --------------- |
| Masoud Haji Akhondzadeh | 060 kg (Männer)  |                                        | Rok Drakšič (SLO) 0110-0010        | Choi Min-ho (KOR) 0000-1000      |                                        |                                | Miguel Albarracín (ARG) 0020-0002 | Rishod Sobirov (UZB) 0001-0010   | ausgeschieden                   | ausgeschieden                 | ausgeschieden   |
| Ārash Miresmāeli        | 066 kg (Männer)  |                                        | Tomasz Adamiec (POL) 0001-0000     | Masato Uchishiba (JPN) 0000-0020 |                                        |                                | Juan Jacinto (DOM) 0011-0000      | Mirali Sharipov (UZB) 0001-0010  | ausgeschieden                   | ausgeschieden                 | ausgeschieden   |
| Ali Maloumat            | 073 kg (Männer)  |                                        | Yūsuke Kanamaru (JPN) 1001-0001    | João Pina (PRT) 0111-0001        | Gantömöriin Daschdawaa (MNG) 1100-0010 | Elnur Mammadli (AZE) 0000-1000 | ausgeschieden                     | ausgeschieden                    | ausgeschieden                   | ausgeschieden                 | ausgeschieden   |
| Hamed Malekmohammadi    | 081 kg (Männer)  |                                        | Aljaž Sedej (SLO) 1000-0000        | Tiago Camilo (BRA) 0000-1010     | ausgeschieden                          | ausgeschieden                  | ausgeschieden                     | ausgeschieden                    | ausgeschieden                   | ausgeschieden                 | ausgeschieden   |
| Hossein Ghomi           | 090 kg (Männer)  |                                        | Andrej Kasussjonak (BLR) 0000-1110 | ausgeschieden                    | ausgeschieden                          | ausgeschieden                  | ausgeschieden                     | ausgeschieden                    | ausgeschieden                   | ausgeschieden                 | ausgeschieden   |
| Mohammad Reza Roudaki   | +100 kg (Männer) | Lascha Gudschedschiani (GEO) 0000-0011 |                                    |                                  |                                        |                                |                                   | Daniel McCormick (USA) 1001-0001 | Tamerlan Tmenow (RUS) 1010-0001 | Óscar Brayson (CUB) 0001-0200 |                 |

### Leichtathletik

#### Verschiedene Disziplinen (Männer)
| Athlet                | Disziplin      | Vorlauf        | Vorlauf | Halbfinale    | Halbfinale    | Finale        | Finale        |
| Athlet                | Disziplin      | Ergebnis       | Rang    | Ergebnis      | Rang          | Ergebnis      | Rang          |
| --------------------- | -------------- | -------------- | ------- | ------------- | ------------- | ------------- | ------------- |
| Ehsan Mohajer Shojaei | 800-Meter-Lauf | 1:49.25        | 8.      | ausgeschieden | ausgeschieden | ausgeschieden | ausgeschieden |
| Sajjad Moradi         | 800-Meter-Lauf | 1:46.10        | 6.      | 1:46.08       | 5.            | ausgeschieden | ausgeschieden |
| Amin Nikfar           | Kugelstoßen    | 3 Fehlversuche | 23.     | ausgeschieden | ausgeschieden | ausgeschieden | ausgeschieden |
| Ehsan Hadadi          | Diskuswurf     | 61,34 m        | 7.      | ausgeschieden | ausgeschieden | ausgeschieden | ausgeschieden |
| Abbas Samimi          | Diskuswurf     | 59,92 m        | 14.     | ausgeschieden | ausgeschieden | ausgeschieden | ausgeschieden |

#### Zehnkampf (Männer)
Hadi Sepehrzad:
| Disziplin            | Gruppe/Lauf | Resultat | Rang | Punkte |
| -------------------- | ----------- | -------- | ---- | ------ |
| 100-Meter-Lauf       | 5. Lauf     | 10:92    | 1.   | 878    |
| Weitsprung           | Gruppe A    | 6,80 m   | 13.  | 767    |
| Kugelstoßen          | Gruppe B    | 16,02 m  | 2.   | 852    |
| Hochsprung           | Gruppe A    | 1,90 m   | 13.  | 714    |
| 400-Meter-Lauf       | 4. Lauf     | 50:75    | 3.   | 780    |
| 110-Meter-Hürdenlauf | 1. Lauf     | 14:64    | 2.   | 894    |
| Diskuswurf           | Gruppe B    | 50,32 m  | 1.   | 877    |
| Stabhochsprung       | Gruppe A    | 4,00 m   | 11.  | 617    |
| Speerwurf            | Gruppe A    | 49,56 m  | 10.  | 582    |
| 1500-Meter-Lauf      | 2. Lauf     | 5:06.07  | 11.  | 522    |
| Resultat             |             |          | 22.  | 7483   |

### Radsport
| Athlet         | Disziplin               | Zeit               | Rang          |
| -------------- | ----------------------- | ------------------ | ------------- |
| Hossein Askari | Straßenrennen (Männer)  | 6h 34' 22 (+10:33) | 52.           |
| Hossein Askari | Zeitfahretappe (Männer) | 1h 8' 46 (+6:34)   | 35.           |
| Ghader Mizbani | Straßenrennen (Männer)  | 6h 39' 42 (+15:53) | 79.           |
| Mahdi Sohrabi  | Straßenrennen (Männer)  | nicht beendet      | nicht beendet |

### Ringen

#### Freistil
| Athlet                    | Disziplin | Qualifikation                | Achtelfinale                 | Viertelfinale                | Halbfinale                              | Erhoffte 1. Runde               | Erhoffte 2. Runde                  | Kampf um Bronze              | Finale          |
| Athlet                    | Disziplin | Gegner Ergebnis              | Gegner Ergebnis              | Gegner Ergebnis              | Gegner Ergebnis                         | Gegner Ergebnis                 | Gegner Ergebnis                    | Gegner Ergebnis              | Gegner Ergebnis |
| ------------------------- | --------- | ---------------------------- | ---------------------------- | ---------------------------- | --------------------------------------- | ------------------------------- | ---------------------------------- | ---------------------------- | --------------- |
| Abbas Dabbaghi            | 055 kg    |                              | Fredy Serrano (COL) 3:1      | Bessik Kuduchow (RUS) 0:3    | ausgeschieden                           | ausgeschieden                   | ausgeschieden                      | ausgeschieden                | ausgeschieden   |
| Morad Mohammadi (Bronze ) | 060 kg    |                              | Hassan Madani (EGY) 3:0      | Saeed Azarbayjani (CAN) 3:0  | Mawlet Alawdinowitsch Batirow (RUS) 0:3 |                                 |                                    | Zelimkhan Huseynov (AZE) 3:1 |                 |
| Mehdi Taghavi             | 066 kg    |                              | Garcia Veranes (CAN) 3:1     | Ramazan Şahin (TUR) 0:3      |                                         |                                 | Geandry Garzón Caballero (CUB) 1:3 | ausgeschieden                | ausgeschieden   |
| Meisam Jokar              | 074 kg    |                              | Kiril Tersiew (BUL) 1:3      | ausgeschieden                | ausgeschieden                           | ausgeschieden                   | ausgeschieden                      | ausgeschieden                | ausgeschieden   |
| Reza Yazdani              | 084 kg    | Radoslav Horbik (POL) 3:1    | Naurus Temresow (AZE) 0:5    | ausgeschieden                | ausgeschieden                           | ausgeschieden                   | ausgeschieden                      | ausgeschieden                | ausgeschieden   |
| Saeid Ebrahimi            | 096 kg    |                              | Saleh Emara (EGY) 3:1        | George Gogshelidze (GEO) 0:3 | ausgeschieden                           | ausgeschieden                   | ausgeschieden                      | ausgeschieden                | ausgeschieden   |
| Fardin Masoumi Valadi     | 120 kg    | Lawrence Langowski (MEX) 4:0 | Bachtijar Achmedow (RUS) 0:5 |                              |                                         | Boschidar Bojadschiew (BUL) 3:1 | Steve Mocco (USA) 3:1              | Marid Mutalimov (KAZ) 1:3    |                 |

#### Griechisch-römisch
| Athlet             | Disziplin | Qualifikation                | Achtelfinale                | Viertelfinale           | Halbfinale      | Erhoffte 1. Runde | Erhoffte 2. Runde             | Kampf um Bronze         | Finale          |
| Athlet             | Disziplin | Gegner Ergebnis              | Gegner Ergebnis             | Gegner Ergebnis         | Gegner Ergebnis | Gegner Ergebnis   | Gegner Ergebnis               | Gegner Ergebnis         | Gegner Ergebnis |
| ------------------ | --------- | ---------------------------- | --------------------------- | ----------------------- | --------------- | ----------------- | ----------------------------- | ----------------------- | --------------- |
| Hamid Sourian      | 055 kg    | Wenelin Wenkow (BUL) 5:0     | Tulop Elwais (PLW) 4:0      | Nazir Mankiev (RUS) 1:3 |                 |                   | Kristijan Fris (SRB) 3:1      | Park Eun-chul (KOR) 1:3 |                 |
| Ali Mohammadi      | 066 kg    | Min-Chul Kim (KOR) 2:0       | Mikhail Siamionov (BLR) 1:2 | ausgeschieden           | ausgeschieden   | ausgeschieden     | ausgeschieden                 | ausgeschieden           | ausgeschieden   |
| Saman Tahmasebi    | 084 kg    |                              | Oleksandr Daragan (UKR) 3:1 | Nazmi Avluca (TUR) 1:3  | ausgeschieden   | ausgeschieden     | ausgeschieden                 | ausgeschieden           | ausgeschieden   |
| Ghasem Rezaei      | 096 kg    | Mindaugas Ežerskis (LTU) 1:3 | ausgeschieden               | ausgeschieden           | ausgeschieden   | ausgeschieden     | ausgeschieden                 | ausgeschieden           | ausgeschieden   |
| Masoud Hashemzadeh | 120 kg    |                              | Khasan Baroev (RUS) 0:3     |                         |                 |                   | Mindaugas Mizgaitis (LTU) 1:3 | ausgeschieden           | ausgeschieden   |

### Rudern

#### Männer
| Athlet(en)           | Disziplin | Durchgänge | Durchgänge | Rang | Rang |
| Athlet(en)           | Disziplin | Zeit       | Rang       |      |      |
| -------------------- | --------- | ---------- | ---------- | ---- | ---- |
| Mohsen Shadi Naghdeh | Einer     | 7:48.24    | 5.         | 26.  |      |

#### Frauen
| Athlet(en)    | Disziplin | Durchgänge | Durchgänge | Rang | Rang |
| Athlet(en)    | Disziplin | Zeit       | Rang       |      |      |
| ------------- | --------- | ---------- | ---------- | ---- | ---- |
| Homa Hosseini | Einer     | 9:02.12    | 4.         | 28.  |      |

### Schwimmen
| Athlet             | Disziplin                     | Durchgang       | Durchgang       | Halbfinale      | Halbfinale      | Finale          | Finale          |
| Athlet             | Disziplin                     | Zeit            | Rang            | Zeit            | Rang            | Zeit            | Rang            |
| ------------------ | ----------------------------- | --------------- | --------------- | --------------- | --------------- | --------------- | --------------- |
| Mohammad Alirezaei | 100 m Brustschwimmen (Männer) | nicht gestartet | nicht gestartet | nicht gestartet | nicht gestartet | nicht gestartet | nicht gestartet |

### Taekwondo

#### Männer
| Athlet            | Disziplin | Runde von 16              | Viertelfinale     | Halbfinale               | Hoffnungslauf Viertelfinale | Hoffnungslauf Halbfinale | Finale                    |
| Athlet            | Disziplin | Gegner Ergebnis           | Gegner Ergebnis   | Gegner Ergebnis          | Gegner Ergebnis             | Gegner Ergebnis          | Gegner Ergebnis           |
| ----------------- | --------- | ------------------------- | ----------------- | ------------------------ | --------------------------- | ------------------------ | ------------------------- |
| Reza Naderian     | 58 kg     | Marcio Ferreira (BRA) 1:2 | ausgeschieden     | ausgeschieden            | ausgeschieden               | ausgeschieden            | ausgeschieden             |
| Hadi Saei (Gold ) | 80 kg     | Bista Deepak (Nepal) 7:0  | Guo Zhu (CHN) 3:2 | Rashad Ahmadov (AZE) 4:1 |                             |                          | Mauro Sarmiento (ITA) 6:4 |

#### Frauen
| Athlet                | Disziplin | Runde von 16               | Viertelfinale           | Halbfinale      | Hoffnungslauf Viertelfinale | Hoffnungslauf Halbfinale | Finale          |
| Athlet                | Disziplin | Gegner Ergebnis            | Gegner Ergebnis         | Gegner Ergebnis | Gegner Ergebnis             | Gegner Ergebnis          | Gegner Ergebnis |
| --------------------- | --------- | -------------------------- | ----------------------- | --------------- | --------------------------- | ------------------------ | --------------- |
| Sara Khoshjamal Fekri | 49 kg     | Ghizlane Toudali (MAR) 5:0 | Yang Shu-chun (TPE) 0:2 | ausgeschieden   | ausgeschieden               | ausgeschieden            | ausgeschieden   |

### Tischtennis
| Athlet         | Disziplin     | Vorrunde                 | Runde 1         | Runde 2         | Runde 3         | Runde 4         | Viertelfinale   | Halbfinale      | Finale          |
| Athlet         | Disziplin     | Gegner Ergebnis          | Gegner Ergebnis | Gegner Ergebnis | Gegner Ergebnis | Gegner Ergebnis | Gegner Ergebnis | Gegner Ergebnis | Gegner Ergebnis |
| -------------- | ------------- | ------------------------ | --------------- | --------------- | --------------- | --------------- | --------------- | --------------- | --------------- |
| Afshin Noroozi | Männer/Einzel | Mihai Bobocica (ITA) 2:4 | ausgeschieden   | ausgeschieden   | ausgeschieden   | ausgeschieden   | ausgeschieden   | ausgeschieden   | ausgeschieden   |